# Quartetti per archi di Haydn

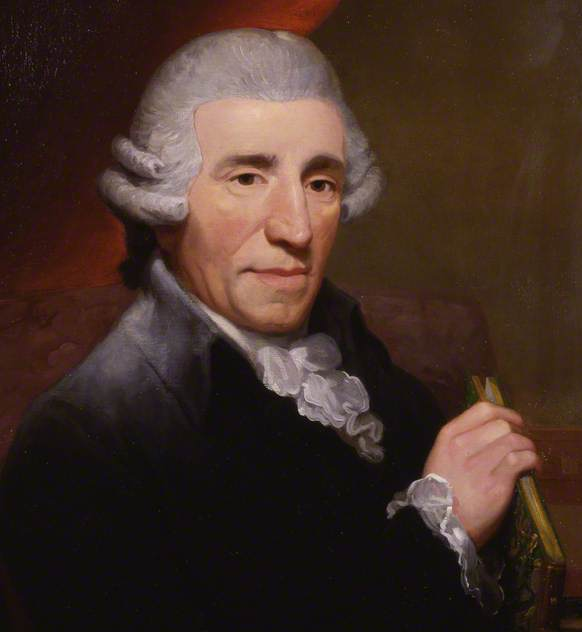
Thomas Hardy,
Ritratto di Joseph Haydn, 1792

Il quartetto per archi occupa una posizione fondamentale nell'opera di Franz Joseph Haydn.
Il genere stesso subì una trasformazione decisiva attraverso lo sviluppo impresso dalle numerose composizioni di Haydn nel corso della seconda metà del '700, perdendo definitivamente la funzione di musica d'occasione e d'intrattenimento leggero (il divertimento per quattro strumenti ad arco), per assumere invece il ruolo di forma classica per definizione, ancor più della sinfonia e della sonata per pianoforte.
Il numero esatto di quartetti d'archi scritti da Haydn non è noto, a lui attualmente sono attribuite fra 81 e 97 composizioni di questo genere, dato che per alcune di esse esistono fra i musicologi dubbi di autenticità.

## Aspetti generali

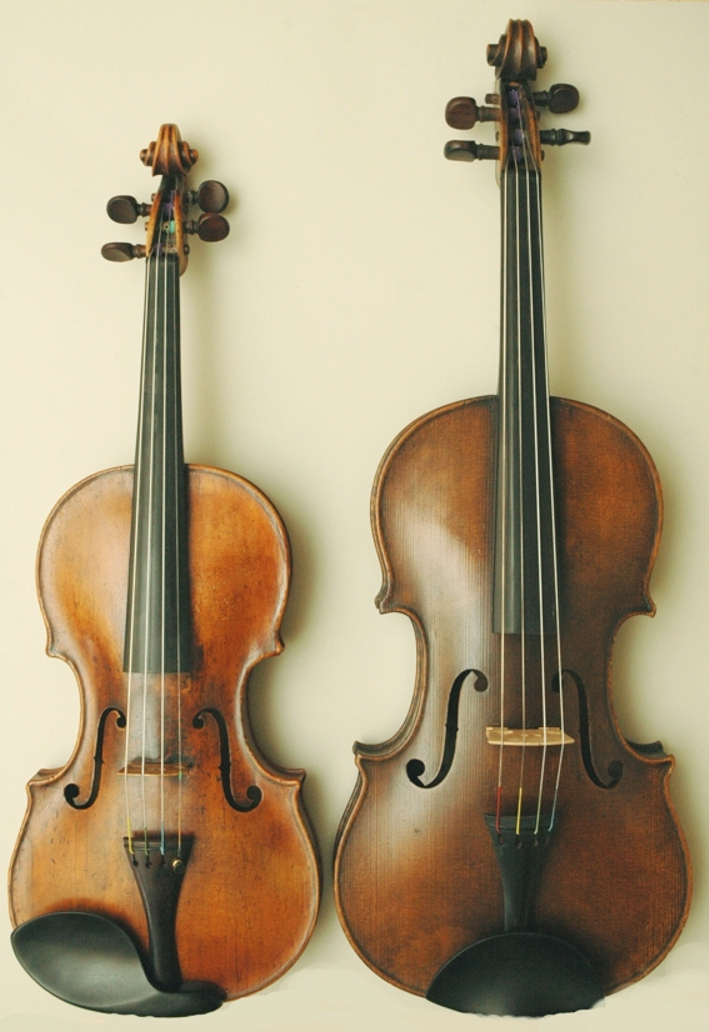
Un violino ed una viola

Haydn può essere considerato a buon diritto il creatore del genere classico quartetto per archi, dato che egli portò questa forma ad un elevatissimo grado di perfezione di scrittura, nel rispetto dell'equilibrio fra le diverse parti di ogni composizione.
L'equilibrio si presenta sia nella importanza crescente delle voci intermedie sia come dialogo paritario fra i quattro strumenti ad arco, che alle volte propongono delle melodie "semplici" ed orecchiabili ed altre volte procedono indipendentemente fra loro in andamento fugato.
Il quartetto d'archi di Haydn ha delle caratteristiche ricorrenti:
- Un primo movimento solitamente in tempo Allegro ed in forma sonata
- Un secondo movimento di solito in tempo più lento (Andante o Adagio) in cui Haydn è meno vincolato a scelte obbligate: questo tempo ad esempio può essere un tema con variazioni, oppure una semplice melodia cantabile proposta dal primo violino con accompagnamento degli altri strumenti, oppure potrebbe essere nuovamente una forma sonata
- Un Minuetto come terzo movimento, in cui Haydn fa ampio uso di melodie dal carattere "popolare", soprattutto nel Trio
- Un tempo veloce come quarto movimento (Allegro o Presto), di carattere vario: spesso è un rondò che dà la possibilità al primo violino di mostrare le sue qualità tecniche.

Il quartetto è anche per Haydn laboratorio di sperimentazione: ad esempio nell'op.33 viene introdotto lo scherzo in luogo del minuetto come terzo movimento; nell'op.76 compare un Adagio introduttivo all'Allegro iniziale che già il compositore aveva utilizzato in campo sinfonico. Haydn inoltre fa ampio uso di melodie ispirate al folklore popolare, in particolare alla musica ungherese.
I quartetti d'archi di Haydn furono pubblicati usualmente in gruppi omogenei di sei composizioni, tale "convenzione" fu anche rispettata da Mozart con i quartetti dedicati proprio ad Haydn e dal giovane Beethoven con i quartetti dell'op.18.

## Quartetti op.1 (1760-62)
Alla fine degli anni 50 del '700 il barone Carl Josef Fürnberg ingaggiò Haydn come maestro di cappella per la sua tenuta estiva di Weinzierl ed in questa occasione si formò un ensemble musicale (due violini, viola e violoncello) formato dal compositore stesso, dal parroco, dall'intendente della tenuta e da un certo Albrechtsberger. Ha origine dal bisogno di musica per questo strano organico il primo dei sei quartetti dell'opera 1, composto fra il 1757 ed il 1758.
Anche i quartetti 2-4 sarebbero stati scritti fra il 1757 ed il 1758, mentre gli ultimi due risalgono al periodo 1758-1759 in cui Haydn era direttore musicale del Conte Morzin e passava i periodi invernali a Vienna e quelli estivi presso il castello del conte a Lukavec in Boemia. 

La forma di questi primi quartetti è il risultato della rielaborazione da parte di Haydn di spunti di origine diversa: la sonata a quattro tardobarocca, la sinfonia italiana per archi ed il Divertimento.
I quartetti dell'opera 1, così come i quartetti della successiva opera 2, sono in 5 movimenti:

I Allegro

II Minuetto

III Adagio

IV Minuetto

V Finale (Presto o Allegro)

1. Quartetto op.1 no.1 in Si bem. Maggiore, Hob.III:1
2. Quartetto op.1 no.2 in Mi bem. Maggiore, Hob.III:2
3. Quartetto op.1 no.3 in Re Maggiore, Hob.III:3[6]
4. Quartetto op.1 no.4 in Sol bem. Maggiore, Hob.III:4
5. Quartetto op.1 no.5 in Mi bem. Maggiore, Hob.III:5 (poi scoperto essere la Sinfonia A, Hob. I/107)
6. Quartetto op.1 no.6 in Do Maggiore, Hob.III:6

I primi quattro dei sei quartetti furono pubblicati, insieme ad altre due composizioni, nel 1764 a Parigi col titolo Six Simphonies ou Quatuors Dialogués.
Esiste anche un settimo quartetto, il Quartetto op.1 no.0 (Hob.II:6), un'opera sicuramente di Haydn e contemporanea alle sei precedenti, ma non inclusa da Ignaz Pleyel nella prima edizione completa a stampa dell'opera 1.

## Quartetti op.2 (1763-65)
Analoghi nello stile e nell'ispirazione all'opera 1, anche i sei quartetti dell'opera 2 (1760-1762) sono dei Divertimenti in 5 movimenti:

I Allegro

II Minuetto

III Adagio

IV Minuetto

V Finale (Presto o Allegro)

1. Quartetto op.2 no.1 in La Maggiore, Hob.III:7
2. Quartetto op.2 no.2 in Mi Maggiore, Hob.III:8
3. Quartetto op.2 no.3 in Mi bem. Maggiore, Hob.III:9 (arrangiamento della cassazione Hob.II:21)
4. Quartetto op.2 no.4 in Fa Maggiore, Hob.III:10
5. Quartetto op.2 no.5 in Re Maggiore, Hob.III:11 (arrangiamento della cassazione Hob.II:22)
6. Quartetto op.2 no.6 in Si bem. Maggiore, Hob.III:12. Il terzo movimento è uno scherzo (presto).

## Quartetti op.3 (spuri)
Questi quartetti (Hob.III:13-18) sono stati erroneamente attribuiti a Haydn, mentre molto probabilmente sono opera di Romanus Hoffstetter.
1. Quartetto op.3 no.1 in Mi Maggiore (dubbio), Hob.III:13
2. Quartetto op.3 no.2 in Do Maggiore (dubbio), Hob.III:14
3. Quartetto op.3 no.3 in Sol Maggiore (dubbio), Hob.III:15
4. Quartetto op.3 no.4 in Si bem. Maggiore (dubbio), Hob.III:16
5. Quartetto op.3 no.5 in Fa Maggiore (dubbio), Hob.III:17
6. Quartetto op.3 no.6 in La Maggiore (dubbio), Hob.III:18

## Quartetti op.9 (1769)
Dopo una lunga pausa Haydn ritorna alla forma del quartetto alla fine degli anni 60, scrivendo i quartetti dell'opera 9 (1769) in cui abbandona la suddivisione in 5 movimenti per passare definitivamente ai classici 4 movimenti.
Le sei composizioni - nominalmente ancora dei divertimenti - sono in tonalità contrastanti e prevedono tutte in seconda posizione il Minuetto, che si presenta in questo modo come uno stacco netto fra due movimenti più lenti:

I Moderato

II Minuetto

III Movimento Lento (Adagio o Largo)

IV Finale (Presto)

1. Quartetto op.9 no.1 in Do Maggiore, Hob.III:19
2. Quartetto op.9 no.2 in Mi bem. Maggiore, Hob.III:20
3. Quartetto op.9 no.3 in Sol Maggiore, Hob.III:21
4. Quartetto op.9 no.4 in Re Minore, Hob.III:22
5. Quartetto op.9 no.5 in Si bem. Maggiore, Hob.III:23
6. Quartetto op.9 no.6 in La Maggiore, Hob.III:24

## Quartetti op.17 (1771)
I sei quartetti o divertimenti dell'opera 17 sono stati composti nel 1771. Per questi quartetti Haydn decide di mantenere il tempo moderato come movimento d'apertura dei 4:
I Moderato

II Minuetto

III Adagio

IV Finale (Presto o Allegro)

1. Quartetto op.17 no.1 in Mi Maggiore, Hob.III:25
2. Quartetto op.17 no.2 in Fa Maggiore, Hob.III:26
3. Quartetto op.17 no.3 in Mi bem. Maggiore, Hob.III:27. Il primo movimento è un Andante grazioso.
4. Quartetto op.17 no.4 in Do Minore, Hob.III:28
5. Quartetto op.17 no.5 in Sol Maggiore, Hob.III:29
6. Quartetto op.17 no.6 in Re Maggiore, Hob.III:30. Il primo movimento è un Presto, il terzo è un Largo.

## Quartetti op.20,del Sole(1772)
I sei quartetti (o divertimenti) dell'opera 20 (detti quartetti del Sole o Sonnenquartette) sono stati composti nel 1772. 
Mentre il secondo gruppo di quartetti op. 9 e 17, non si differenzia molto stilisticamente dai precedenti, salvo che per un affinamento della tecnica musicale, con l'op. 20 si avverte una concezione tematica più libera e autonoma, con un uso articolato e approfondito del contrappunto e della fuga. 
Nella sequenza dei 4 movimenti Haydn ripropone l'Allegro come tempo iniziale, il minuetto può presentarsi anche come secondo movimento e il Finale talvolta è una Fuga: 

I Allegro o Moderato

II Minuetto o Adagio

III Tempo Lento o Minuetto

IV Finale (Presto o Allegro)

1. Quartetto op.20 no.1 in Mi bem. Maggiore, Hob.III:31
2. Quartetto op.20 no.2 in Do Maggiore, Hob.III:32. Il Finale è una Fuga a 4 soggetti.
3. Quartetto op.20 no.3 in Sol Minore, Hob.III:33
4. Quartetto op.20 no.4 in Re Maggiore, Hob.III:34
5. Quartetto op.20 no.5 in Fa Minore, Hob.III:35. Il Finale è una Fuga a 2 soggetti.
6. Quartetto op.20 no.6 in La Maggiore, Hob.III:36. Il Finale è una Fuga a 3 soggetti.

## Quartetti op.33,Russi(1781)
I sei quartetti dell'opera 33 (detti quartetti Russi), sono stati composti nel 1781 e pubblicati nel 1782. Queste composizioni rappresentano il punto di svolta nella storia del quartetto e possono essere considerati i primi quartetti nella perfetta forma classica.
Fu lo stesso Haydn, nella sua dedica dell'op. 33 al granduca Paolo di Russia, a presentarli con le significative parole "essi sono in forma interamente nuova, come mi è riuscito di fare dopo non averne più scritti per dieci anni".
Charles Rosen individua tale novità nella prima apparizione nei quartetti haydniani dell'accompagnamento obbligato, definito da Guido Adler (Handbuch der Musikgeschichte) come un procedimento compositivo nel quale le voci di accompagnamento, sebbene subordinate alla voce principale, sono create usando gli stessi motivi che costituiscono i temi principali.
Sempre secondo il Rosen, questo modello compositivo rispondeva al bisogno di compromesso tra la ricchezza dell'antiquato stile contrappuntistico e la gerarchia moderna di melodia e accompagnamento.
I quartetti op. 33 si presentano nei canonici 4 movimenti, con la novità dello scherzo in sostituzione del minuetto:
I Allegro o Vivace

II Scherzo

III Tempo Lento

IV Finale (Presto o Allegretto)

1. Quartetto op.33 no.1 in Si Minore, Hob.III:37.
2. Quartetto op.33 no.2 in Mi bem. Maggiore, Hob.III:38. Il Finale è una Fuga a 4 soggetti.
3. Quartetto op.33 no.3 in Do Maggiore, Hob.III:39. Il finale è un Rondo.
4. Quartetto op.33 no.4 in Si bem. Maggiore, Hob.III:40
5. Quartetto op.33 no.5 in Sol Maggiore, Hob.III:41. Lo scherzo è il terzo movimento.
6. Quartetto op.33 no.6 in Re Maggiore, Hob.III:42. Il Finale è una Fuga a 3 soggetti.

## Quartetto op.42 (1785)
Il quartetto in Re Minore, Hob.III:43 (1785) non appartiene a nessuna raccolta ed è in 4 movimenti:
I Andante ed innocentemente

II Menuet

III Adagio

IV Finale. Presto

## Quartetti op.50,Prussiani(1787)
L'opera 50 del 1787 idealmente rappresenta la risposta di Haydn ai sei grandi quartetti che Mozart gli aveva dedicato negli anni precedenti. I sei quartetti sono noti anche come quartetti Prussiani perché dedicati al re Federico Guglielmo II di Prussia, grande esecutore al violoncello.
Si presentano in 4 movimenti, con il minuetto sempre in terza posizione: 

I Allegro o Vivace

II Adagio

III Menuetto

IV Finale (Presto o Vivace o Allegro)

1. Quartetto op.50 no.1 in Si bem. Maggiore, Hob.III:44.
2. Quartetto op.50 no.2 in Do Maggiore, Hob.III:45
3. Quartetto op.50 no.3 in Mi bem. Maggiore, Hob.III:46.
4. Quartetto op.50 no.4 in Fa dieses Minore, Hob.III:47. Il Finale è una Fuga a 4 soggetti.
5. Quartetto op.50 no.5 in Fa Maggiore, Hob.III:48.
6. Quartetto op.50 no.6 in Re Maggiore, Hob.III:49.

## Quartetti op.51 (1787)

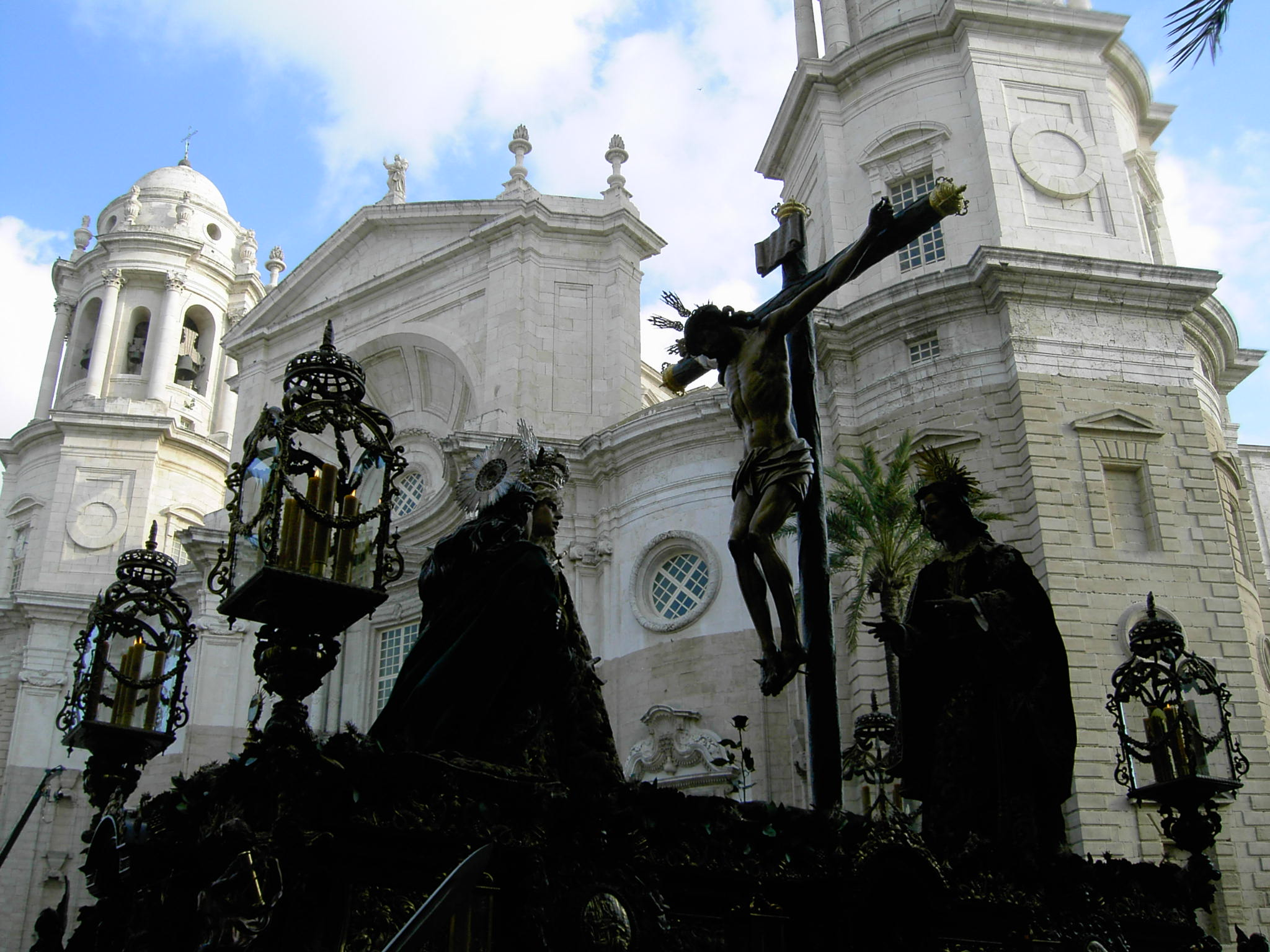
La Cattedrale di Cadice durante la Settimana Santa

Il titolo completo dell'opera è Musica instrumentale sopra le sette ultime parole del Nostro Redentore in croce - o sieno Sette Sonate con un Introduzione ed al fine un Teremoto - composte e ridotte in quartetti da Sigr. Giuseppe Haydn maestro di cappella di S.A.S. il Principe di Esterházy.
Le Sette Ultime Parole (op. 51 Hob.III:50-56 del 1787) di Haydn non appartengono al corpus originale dei quartetti, in quanto sono una trascrizione per quartetto di una precedente composizione orchestrale. Nel 1785 Haydn ricevette da un ecclesiastico spagnolo l'incarico di comporre un lavoro sinfonico da eseguirsi come intermezzo musicale durante le Meditazioni del Venerdì Santo che si tenevano nella Cattedrale di Cadice in Andalusia. Le Meditazioni avevano come argomento le "Sette Ultime Parole di Cristo sulla Croce".
Haydn compose sette sonate in tempo molto lento, precedute da un'Introduzione e concluse da un Terremoto che rompe la tensione generata dalla sequenza delle sonate.
1. Introduzione. Maestoso ed Adagio
2. Sonata I - Largo
Pater, dimitte illis, quia nesciunt, quid faciunt (Luca 23,34)
3. Sonata II - Grave e Cantabile
Hodie mecum eris in Paradiso (Luca 23,43)
4. Sonata III - Grave
Mulier, ecce filius tuus (Giovanni 19,26)
5. Sonata IV - Largo
Deus meus, Deus meus, utquid dereliquisti me? (Marco 15,34;Matteo 27,46)
6. Sonata V - Adagio
Sitio (Giovanni 19,28)
7. Sonata VI - Lento
Consummatum est (Giovanni 19,30)
8. Sonata VII - Largo
In manus tuas, Domine, commendo spiritum meum (Luca 23,46)
9. Il terremoto

## Quartetti op.54 e op.55,Tost I e II(1788)
I tre quartetti dell'opera 54 ed i tre quartetti dell'opera 55 sono del 1788, anche se hanno numeri di opus differenti costituiscono un gruppo omogeneo di sei composizioni. Fanno parte del gruppo dei cosiddetti quartetti Tost, insieme a quelli dell'op. 64, tutti dedicati al violinista Johann Tost (c.1755-1831) dell'orchestra Esterházy. Si presentano in 4 movimenti, con il minuetto sempre in terza posizione: 

I Allegro o Vivace

II Tempo Lento

III Menuetto

IV Finale. Presto

1. Quartetto op.54 no.1 in Sol Maggiore, Hob.III:58[13]
2. Quartetto op.54 no.2 in Do Maggiore, Hob.III:57
3. Quartetto op.54 no.3 in Mi Maggiore, Hob.III:59
4. Quartetto op.55 no.1 in La Maggiore, Hob.III:60.
5. Quartetto op.55 no.2 in Fa Minore, Hob.III:61. Il primo movimento è un Andante più tosto allegretto.
6. Quartetto op.55 no.3 in Si bem. Maggiore, Hob.III:62

## Quartetti op.64,Tost III(1790)
I sei quartetti dell'opera 64, sempre dedicati al violinista Johann Tost, sono del 1788-1790. Si presentano in 4 movimenti, con il minuetto che può essere anche in seconda posizione: 

I Allegro o Vivace

II Tempo Lento

III Menuet

IV Finale. Presto

1. Quartetto op.64 no.1 in Do Maggiore, Hob.III:65. Il secondo movimento è un menuet ed è seguito da un Allegro scherzando in luogo di un tempo lento.
2. Quartetto op.64 no.2 in Si Minore, Hob.III:68
3. Quartetto op.64 no.3 in Si bem. Maggiore, Hob.III:67
4. Quartetto op.64 no.4 in Sol Maggiore, Hob.III:66. Il secondo movimento è un menuet.
5. Quartetto op.64 no.5 in Re Maggiore, Hob.III:63 (detto L'allodola).
6. Quartetto op.64 no.6 in Mi bem. Maggiore, Hob.III:64

## Quartetti op.71 e op.74,Apponyi(1793)
I sei quartetti dell'opera 71 e dell'opera 74, detti Quartetti Apponyi, in quanto dedicati al conte Anton Apponyi, sono del 1793 e costituiscono un gruppo omogeneo di sei composizioni. Si presentano in 4 movimenti, con il minuetto sempre in terza posizione: 

I Allegro

II Tempo Lento

III Menuet

IV Finale

1. Quartetto op.71 no.1 in Sol Maggiore, Hob.III:69
2. Quartetto op.71 no.2 in Do Maggiore, Hob.III:70. Il quartetto comincia con un Adagio introduttivo all'Allegro.
3. Quartetto op.71 no.3 in Mi Maggiore, Hob.III:71
4. Quartetto op.74 no.1 in La Maggiore, Hob.III:72
5. Quartetto op.74 no.2 in Fa Minore, Hob.III:73.
6. Quartetto op.74 no.3 in Sol minore detto "Reiterquartett" per il caratteristico motivo saltellante dell'Allegro, Hob.III:74

## Quartetti op.76,Erdödy(1797)
I sei quartetti dell'opera 76, scritti nel 1797, sono l'ultimo gruppo completo di quartetti di Haydn. La composizione di questi lavori è contemporanea alla stesura del grande oratorio La creazione. I quartetti furono pubblicati nel 1799 e dedicati al conte Josef Erdődy, per questa ragione sono anche detti Quartetti Erdődy.
Si presentano in 4 movimenti:
I Allegro

II Tempo Lento

III Minuetto

IV Finale

1. Quartetto op.76 no.1 in Sol Maggiore, Hob.III:75
2. Quartetto op.76 no.2 in Re Minore, Hob.III:76 (detto Quintenquartett)
3. Quartetto op.76 no.3 in Do Maggiore, Hob.III:77  (detto Kaiserquartett)
4. Quartetto op.76 no.4 in Si bem Maggiore, Hob.III:78 (detto L'aurora)
5. Quartetto op.76 no.5 in Re Maggiore, Hob.III:79
6. Quartetto op.76 no.6 in Mi bem. Maggiore, Hob.III:80

## Quartetti op.77,Lobkowitz(1799)
I due quartetti dell'opera 77, detti Quartetti Lobkowitz, in quanto dedicati al principe Joseph Franz Maximilian von Lobkowicz, sono del 1799.
1. Quartetto op.77 no.1 in Sol Maggiore, Hob.III:81.
I Allegro moderato - II Adagio - III Menuet. Presto - IV Finale. Presto.
2. Quartetto op.77 no.2 in Fa Maggiore, Hob.III:82.
I Allegro moderato - II Menuet. Presto - III Andante  - IV Finale. Vivace Assai.

## Quartetto op.103 (1803)
Il 1803 è l'anno dell'ultimo quartetto di Haydn, il Quartetto op. 103 in Re minore, intenzionalmente lasciato incompiuto. Ad epigrafe dei due movimenti centrali composti:
II Andante grazioso

III Menuetto ma non troppo presto

Haydn pose le parole di un Lied che rappresentano quasi un commiato dalla vita e dell'arte.

## Discografia
I quartetti per archi di Haydn sono delle opere impegnative per gli esecutori e spesso la musica all'apparenza semplice e orecchiabile cela notevoli difficoltà tecniche. Esistono in commercio alcune versioni integrali dei quartetti di Haydn
- Quartetto Tátrai per la Hungaroton Classic. Questa incisione ormai quasi storica si caratterizza per il notevole virtuosismo mostrato dal primo violino Vilmos Tátrai, anche alle volte a discapito dell'intonazione
- Angeles String Quartet per la Philips
- Kodaly Quartet per la Naxos. La limpida incisione del quartetto Kodaly è notevole ed impeccabile anche dal punto di vista dell'intonazione.
- Aeolian String Quartet - Decca

Inoltre tutti i grandi quartetti d'archi del passato e contemporanei hanno inciso almeno alcuni fra i lavori più importanti:
- Il Quartetto Amadeus per la Deutsche Grammophon (op. 51, op. 54, op. 55, op. 64, op. 71, op. 74)
- Il Quartetto Alban Berg per la EMI (op.76)

Esistono anche notevoli versioni registrate con strumenti originali
- Il Quatuor Mosaïques per la Astrée (op.76)